# Umbulgaria longicauda
Umbulgaria longicauda är en insektsart som först beskrevs av Andrej Vasiljevitj Gorochov 1986.  Umbulgaria longicauda ingår i släktet Umbulgaria och familjen syrsor. Inga underarter finns listade i Catalogue of Life.